# 小行星5555
小行星5555（英語：5555 Wimberly）是一颗围绕太阳公转的小行星。1986年11月5日，愛德華·鮑威爾在可可尼诺县发现了此天体。
这颗小行星的绝对星等为57.59642等。